# Pianoforte (film)
Pour plus de détails, voir Fiche technique et Distribution.
Pianoforte est un film italien réalisé par Francesca Comencini et sorti en 1984.

## Fiche technique
- Titre : Pianoforte
- Réalisateur : Francesca Comencini
- Scénario : Francesca Comencini, Vincenzo Cerami
- Photographie : Armando Nannuzzi
- Montage : Massimo Fiocchi
- Musique : Guido De Angelis et Maurizio De Angelis
- Son : Fabio Ancillai
- Décors : Dante Ferretti
- Costumes : Nicoletta Ercole
- Producteur : Renzo Rossellini
- Sociétés de production : Opera Film Produzione
- Pays d'origine :  Italie
- Langue : Italien
- Format : Couleur — 35 mm — 1,85:1 — Son :
- Genre : Film dramatique
- Durée : 102 minutes
- Dates de sortie :
  -  Italie : 1er septembre 1984 (Mostra de Venise)
  -  France : 20 mars 1985

## Distribution
- Giulia Boschi: Maria
- François Siener: Paolo
- Giovannella Grifeo: Alessandra
- Antonio Piovanelli: le médecin
- Karl Zinny: Robertino
- Roberto Bonanni: Andrea
- Gilberto Filibeck: Alberto
- Marie-Christine Barrault: la mère de Maria

## Récompenses et distinctions
- 1984 : Prix De Sica à la Mostra de Venise 1984
- 1984 : Meilleure actrice au Festival international du film de Rio de Janeiro pour Giulia Boschi
- 1984 : Ruban d'argent du meilleur espoir féminin pour Giulia Boschi